# Peperomia rioblancoana
Peperomia rioblancoana är en pepparväxtart som beskrevs av Trel. & Yunck.. Peperomia rioblancoana ingår i släktet peperomior, och familjen pepparväxter. Inga underarter finns listade i Catalogue of Life.